# Pedemonte
Pedemonte (în germană Hastachtal) este o comună din provincia Vicenza, regiunea Veneto, Italia, cu o populație de 665 locuitori (1 ianuarie 2023) și o suprafață de 12,6 km².
Până în 1929 a aparținut de provincia autonomă Trento, care a aparținut până în 1920 de Comitatul Princiar Tirol.

## Demografie
Pedemonte - evoluția demografică

|  | Graficele sunt indisponibile din cauza unor probleme tehnice. Mai multe informații se găsesc la Phabricator și la wiki-ul MediaWiki. |

Date: Recensăminte sau birourile de statistică - grafică realizată de Wikipedia